# コーンウォリスステークス
コーンウォリスステークス（Cornwallis Stakes）は、イギリスの平地競馬の終盤に行われる2歳馬の短距離重賞である。
もともとはアスコット競馬場で行われてきたが、2011年から始まったイギリスの秋の競馬スケジュールの大改革によって、2014年からはニューマーケット競馬場で「フューチャー・チャンピオンズデー」の一環として行われることになった。
2014年の格付けはG3。

## 歴史
コーンウォリスステークスは、1946年の秋にアスコット競馬場で始まった。
創設して間もない頃は、何度か距離の変更が行われた。当初2年間（1946年・1947年）は6ハロン（約1207メートル）、1948年から1956年は8ハロン（＝1マイル≒1609メートル）で施行し、1957年からは5ハロン（約1006メートル）に短縮され、以後2014年までは5ハロンのスプリント戦となっている。
1971年にグループ制が導入されると、コーンウォリスステークスはG3に格付けされ、それ以来G3を維持している。
1950年代から1960年代の勝馬には、シングシング（Sing Sing）やデリングドゥ（Derring-Do）、ディープダイバー（Deep Diver）といった名短距離馬が名を残している。
日本との関連では1967年の優勝馬ソーブレスド、1969年の勝馬ハンターコム、1971年の勝馬ディープダイバー、1984年のデュラブが種牡馬として輸入され、ソーブレスド、ハンターコム、デュラブは成功した。また、1970年の勝馬コウストンズプライド（en:Cawston's Pride）は牝馬で、その産駒コウストンズクラウンは種牡馬として日本に輸入された。

### フューチャー・チャンピオンズデー
ニューマーケット競馬場で10月に行われるチャンピオンステークスは、長い間イギリス競馬のシーズン最後を締めくくる大競走として一流馬を集めてきた。
ところが、1950年代から1960年代にかけて、10月初旬にフランスで行われる凱旋門賞が高額賞金で一流の中長距離馬を集めることに成功し、ヨーロッパの秋競馬の最大の呼び物競走として定着した。さらに、新興の高額賞金競走としてアメリカのブリーダーズカップ（11月上旬）や日本のジャパンカップ（11月下旬）が行われるようになり、10月中下旬のチャンピオンステークスには一流馬が集まりにくくなってきた。
ニューマーケット競馬場では、チャンピオンステークスの価値を守るために開催当日を「チャンピオンズデー」と称して様々なイベントを催してきたが、抜本的な解決に至らず、ついにイギリス競馬界全体として対策を講じることになった。その結果、チャンピオンステークスはアスコット競馬場に移し、アメリカのブリーダーズカップのように1日で短距離から長距離までの様々なカテゴリーの大競走をまとめて行う「ブリティッシュ・チャンピオンズデー」を創設することになった。フランス競馬界とも協調し、アメリカやアジアへ一流馬が転戦しないようにヨーロッパ全体の秋のスケジュールの調整も行うようになった。
ニューマーケット競馬場は、100年以上の伝統があった目玉競走を放出したことになったが、その埋め合わせとして、イギリスの主要な2歳戦をまとめて1日で行う「フューチャー・チャンピオンズデー」が新たに創設された。それまで異なる時期に行われてきたミドルパークステークス（G1・6f）、デューハーストステークス（G1・7f）、フィリーズマイル（G1・牝馬・8f）の3つのG1をはじめ、多くの2歳重賞がまとめて行われることになった。
この改革は2011年に始まり、開催日や行うレースは、2014年の時点ではまだ固定化に至っておらず、毎年入れ替えや時期の変更が行われている。当初、フューチャー・チャンピオンズデーは10月下旬に行われたが、2014年は10月中旬のチャンピオンズデーの前日に行われた。
コーンウォリスステークスはこの一環として、2014年に「フューチャー・チャンピオンズデー」に組み込まれることになり、アスコット競馬場からニューマーケット競馬場へ移動した。
2014年の「フューチャー・チャンピオンズデー」の開催レースは以下のようになっている。
- コーンウォリスステークス 2歳 5f G3
- ミドルパークステークス 2歳 6f G1
- フィリーズマイル 2歳牝馬 8f G1
- デューハーストステークス 2歳 7f G1
- チャレンジステークス 3歳上 7f G2
- ダーレーステークス 3歳上牝馬 9f G3

## 歴代勝馬

### 1946年～1947年（6ハロン）
- ＊印は日本輸入馬。

- 1946: Golden Hackle
- 1947: Straight Play

### 1948年～1956年（8ハロン）
- ＊印は日本輸入馬。

- 1948: Burnt Brown
- 1949: Stella Polaris
- 1950: Par Avion
- 1951: Sir Phoenix
- 1952: Prince Canarina
- 1953: Plainsong
- 1954: Lark
- 1955: Roman Conquest
- 1956: Star Magic[† 1]

1. ↑  1956年はケンプトン競馬場で開催。

### 1957年～2013年（5ハロン）
- ＊印は日本輸入馬。

- 1957: Abelia
- 1958: Rosalba
- 1959: Sing Sing
- 1960: Favorita[‡ 1]
- 1961: Prince Tor
- 1962: Fair Astronomer
- 1963: Derring-Do[‡ 2]
- 1964: Spaniard's Mount
- 1965: Tin King
- 1966: Green Park
- 1967: ＊ソーブレスド
- 1968: 開催なし
- 1969: ＊ハンターコム
- 1970: Cawston's Pride
- 1971: ＊ディープダイバー
- 1972: The Go-Between
- 1973: Splashing
- 1974: Paris Review
- 1975: Western Jewel

- 1976: 開催なし
- 1977: Absalom
- 1978: Greenland Park
- 1979: Hanu
- 1980: Pushy
- 1981: My Lover
- 1982: Tatibah
- 1983: Petorius
- 1984: ＊デュラブ
- 1985: Hallgate
- 1986: Singing Steven
- 1987: 開催なし[‡ 3]
- 1988: Hadif
- 1989: Argentum
- 1990: Mujadil
- 1991: Magic Ring
- 1992: Up and at 'Em
- 1993: 開催なし[‡ 4]
- 1994: Millstream

- 1995: Mubhij
- 1996: Easycall
- 1997: Halmahera
- 1998: Show Me the Money
- 1999: Kier Park
- 2000: Danehurs[‡ 5]
- 2001: Dominica
- 2002: Peace Offering
- 2003: Majestic Missile
- 2004: Castelletto[‡ 6]
- 2005: Hunter Street[‡ 7]
- 2006: Alzerra
- 2007: Captain Gerrard
- 2008: Amour Propre
- 2009: Our Jonathan
- 2010: Electric Waves
- 2011: Ponty Acclaim
- 2012: Bungle Inthejungle
- 2013: Hot Streak

1. ↑  1960年はケンプトン競馬場で開催。
2. ↑  1963年はケンプトン競馬場で開催。
3. ↑  1987年は走路冠水のため中止。
4. ↑  1993年は走路冠水のため中止。
5. ↑  2000年はニューベリー競馬場で開催。
6. ↑  2004年はニューマーケット競馬場で開催。
7. ↑  2005年はソールズベリー競馬場で開催。

### 2014年～（ニューマーケット）
- 2014: Royal Razalma
- 2015: Quiet Reflection[14]
- 2016: Mrs Danvers[15]
- 2017: Abel Handy
- 2018: Sergei Prokofiev
- 2019: Good Vibes
- 2020: Winter Power
- 2021: Twilight Jet
- 2022: Rumstar
- 2023: Inquisitively[16]
- 2024: Coto De Caza